# 冷風扇

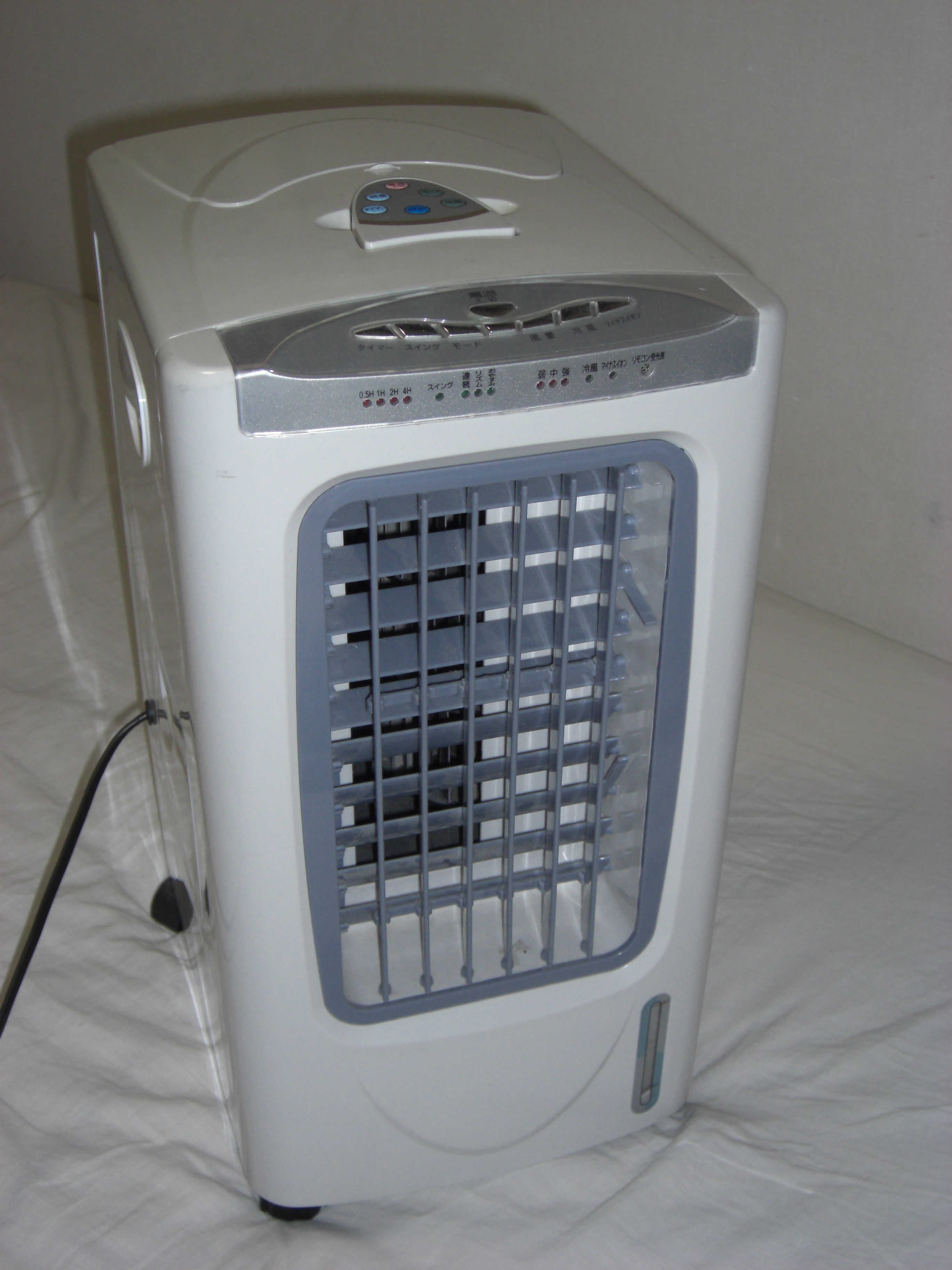
冷風扇（外山工業製）

冷風扇（れいふうせん）とは、水が蒸発する際に気化熱を奪うことを利用した、主に家庭用の簡易な冷房装置のことである。水冷式冷風機と称されることもあるが、冷風機や水熱源ヒートポンプパッケージ方式（水冷エアコン）とは原理効果ともに異なる。

## 基本原理
1. 吸気用のファンが回転し、背面等から外気を吸い込む。
2. 水分を含んだ蒸発用のフィルター（スポンジや厚手の不織布等）のすき間を吸気された空気が通る。
3. その際に水の蒸発が起こり、気化熱が奪われてフィルター部の温度が低下する。
4. その温度が低下したフィルター部分を風が通ることにより、結果的に放出される風の温度が低下する。

## 利点
- 消費電力や騒音が小さい。
- 水を用いる為、環境に優しい。
- 小型で軽量、かつ安価なものが製作できる。
- 過度な冷房にはなりにくい（特にエアコンで体を冷やして体調を崩しやすい、乳幼児や高齢者に比較的優しい涼しさだといわれる）。
- 湿ったフィルターに空気が通るため、若干の空気清浄効果が期待できる。
- 通気が良いところや、乾燥した地域では水の気化の効果をより活かすことができる。

## 欠点
- 水の気化を伴うため、部屋を閉め切った場合は室内の湿度が上昇し、体感的にはかえって蒸し暑くなる。
  - 梅雨時など、元々、湿度が高い時の冷房には不適当。
- 冷却能力が小さく、エアコンのように部屋全体を冷却することは不可能。
- 定期的に水を交換、または補給しなければならない。
  - 水が汚れたりフィルターにカビが生えるなどのこともあり、使用後に内部を適切に処置せず放置した場合に不衛生になりやすい。

## 冷房用機器
- エア・コンディショナー
- 扇風機
- 冷風機